# Таверна Фигура (Авелино)
Таверна Фигура је насеље у Италији у округу Авелино, региону Кампанија.
Према процени из 2011. у насељу је живело 84 становника. Насеље се налази на надморској висини од 494 м.